# Psechrus ampullaceus
Espèce
Psechrus ampullaceus est une espèce d'araignées aranéomorphes de la famille des Psechridae.

## Distribution
Cette espèce est endémique de la province de Lào Cai au Viêt Nam,.

## Description
La carapace de la femelle holotype mesure 8,3 mm de long sur 5,8 mm de large et l'abdomen 11,5 mm de long sur 5,3 mm de large. La carapace des mâles mesurent de 6,6 à 8,1 mm de long sur de 4,7 à 5,9 mm de large et l'abdomen de 7,1 à 9,3 mm de long sur de 3,0 à 4,4 mm de large.

## Publication originale
- Bayer, 2014 : Seven new species of Psechrus and additional taxonomic contributions to the knowledge of the spider family Psechridae (Araneae). Zootaxa, no 3826(1), p. 1-54.